# ادابا
پایگاه داده اصلاح گرا به انگلیسی terminology-oriented database یک توسعه مفهومی از پایگاه داده شیء گرا است. مفاهیم تعریف شده در یک مدل اصلاح گرا تعریف می‌شود.
پایگاه داده اصلاح گرا استانداردهای و تکنولوژی‌های معمول پایگاه داده شی گرا را پشتیبانی می‌کند. اما پایگاه داده اصلاح گرا امکانات بیشتری دارد.